# Dimbsthal
Dimbsthal	es una localidad y comuna francesa, situada en el distrito de Saverne, departamento del Bajo Rin en la región de Alsacia. Tiene una población de 278 habitantes, con una densidad de 1,91 h/km².
- Datos: Q21258
- Multimedia: Dimbsthal / Q21258

1. ↑  Worldpostalcodes.org, código postal n.º 67440.
2. ↑  INSEE, Datos de población para el año 2012 de Dimbsthal (en francés).